# Krigsåret 1848

## Pågående krig
- 1848 års revolutioner.[1]
- Andra carlistkriget (1847-1849)[2]
  - Spanien på ena sidan

- - Karlister på andra sidan
- Andra sikhkriget (1848-1849)[2]
- Första italienska frihetskriget (1848-1849)[3]

- Kaukasiska kriget (1817-1864)
  - Imanatet Kaukasus på ena sidan

- - Ryssland på andra sidan

- Mexikanska kriget (1846-1848)[1]
  - Mexiko på ena sidan.
  - USA på andra sidan.

- Nyzeeländska krigen (1845-1872)
  - Brittiska imperiet på ena sidan.
  - Maori på andra sidan.

- Slesvig-holsteinska kriget (1848-1851)
  - Danmark på ena sidan.
  - Schleswig, Holstein, Preussen med flera på andra sidan.
- Ungerska revolutionen och frihetskriget

### Fotnoter
1. 1 2  ”World Statesmen”. http://www.worldstatesmen.org/WARS.html. Läst 28 juni 2011.
2. 1 2  ”Chronological List of All Wars”. Arkiverad från originalet den 9 oktober 2014. https://web.archive.org/web/20141009082543/http://www.correlatesofwar.org/COW2%20Data/WarData_NEW/WarList_NEW.pdf. Läst 30 juni 2011.
3. ↑  ”History Guy”. http://www.historyguy.com/Ecuador-Peru_War_of_1941.html. Läst 30 juni 2011.